# Clube de Regatas do Flamengo
Il Clube de Regatas do Flamengo, noto comunemente come Flamengo, è una società polisportiva brasiliana, nota soprattutto per la sezione calcistica. Ha sede a Rio de Janeiro nel quartiere di Gávea e non in quello di Flamengo, come si potrebbe invece erroneamente supporre.
Gli sport praticati nella polisportiva sono calcio, canottaggio, ginnastica artistica, judo, nuoto, nuoto sincronizzato, pallacanestro e pallavolo.
È uno dei club più titolati a livello nazionale, potendo vantare il primato di vittorie (38) nel Campionato Carioca (il campionato dello Stato di Rio de Janeiro), sette campionati brasiliani, quattro Coppe del Brasile e due supercoppe brasiliane. Il Flamengo è inoltre l'unica squadra che ha sempre militato in prima divisione. A livello internazionale vanta la vittoria di tre Coppe Libertadores (1981, 2019, 2022), una Coppa Intercontinentale (1981) e una Recopa Sudamericana (2020). È, insieme al Fluminense, al Vasco da Gama e al Botafogo, una delle quattro principali squadre di Rio de Janeiro (altre squadre di Rio sono il Bangu e l'América) e la squadra con più tifosi in Brasile, con oltre 30 milioni di sostenitori secondo i dati del 2018.
Nonostante non sia il nome ufficiale, Flamengo è divenuto il termine utilizzato dai più per riferirsi non solo alla sezione calcistica, ma anche all'intera associazione sportiva. Tra i soprannomi utilizzati dai tifosi per riferirsi al club ci sono Fla, Mengo (abbreviativi del nome ufficiale), Mengão (accrescitivo di "Mengo"), così come descrizioni legate ai colori del club, come ad esempio rubro-negro, che significa "rosso-nero" o "scarlatto-nero".
La mascotte del club è un avvoltoio (urubu in portoghese). Di conseguenza, i tifosi usano occasionalmente il termine urubu come uno dei soprannomi, mentre i sostenitori rivali usano tale nome nei loro cori in tono dispregiativo.

## Storia

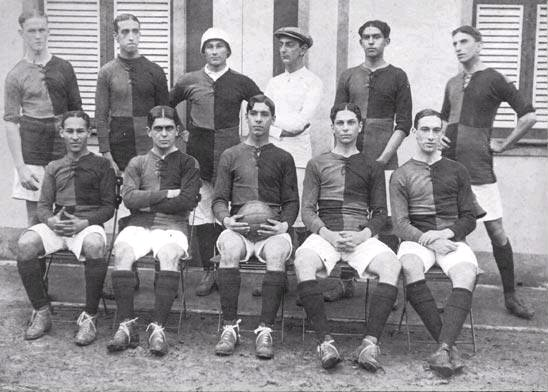
La squadra di calcio da poco costituitasi prima di una partita contro il Paissandu nel 1912.

Il Flamengo venne fondato il 17 novembre 1895 come società di canottaggio da José Agostinho Pereira da Cunha, Mário Spindola, Nestor de Barros, Augusto Lopes, José Félix da Cunha Meneses e Felisberto Laport. Il gruppo di ragazzi era solito ritrovarsi al Café Lamas, nel quartiere Largo do Machado di Rio de Janeiro, e decise di formare una squadra di canottaggio. Sul finire del XIX secolo il canottaggio era lo sport d'élite a Rio de Janeiro e i giovani, fondando un loro club, speravano di diventare popolari con le ragazze dell'altà società cittadina. Poterono permettersi soltanto una barca usata chiamata Pherusa, che necessitava di essere completamente ricostruita prima di essere utilizzata nelle competizioni. La squadra debuttò il 6 ottobre 1895 quando salpò dal molo di Caju, sulla spiaggia di Maria Angu, alla volta della spiaggia di Flamengo. Tuttavia i forti venti rovesciarono la barca e i vogatori quasi affogarono. Vennero salvati da un peschereccio nominato Leal ("Leale"). In seguito, durante i lavori di riparazione della Pherusa, l'imbarcazione venne rubata e mai più ritrovata. Il gruppo dovette quindi risparmiare molto denaro per comprare una nuova barca, l'Etoile, rinominata Scyra.
Nella notte del 17 novembre 1895, il gruppo, ritrovatosi nella villa di Nestor de Barros, sulla spiaggia di Flamengo, fondò il Grupo de Regatas do Flamengo (Gruppo di Regate del Flamengo) ed elesse il primo consiglio. Il nome venne cambiato qualche settimana dopo in Clube de Regatas do Flamengo (Club di Regate del Flamengo). I fondatori decisero anche che l'anniversario della fondazione della società avrebbe dovuto essere festeggiato il 15 novembre, in coincidenza con il Giorno della Repubblica, festa nazionale.

Squadra di calcio Flamengo, 1934.

Il Flamengo incluse una sezione calcistica solo quando un gruppo di giocatori poco soddisfatti del Fluminense ruppe con il proprio club in seguito ad una discussione con il consiglio. I giocatori (Alberto Borghert, Othon de Figueiredo Baena, Píndaro de Carvalho Rodrigues, Emmanuel Augusto Nery, Ernesto Amarante, Armando de Almeida, Orlando Sampaio Matos, Gustavo Adolpho de Carvalho, Lawrence Andrews e Arnaldo Machado Guimarães) decisero di unirsi al Flamengo dal momento che Borghert, il capitano, era anche un vogatore del Flamengo. L'ammissione dei nuovi membri venne approvata l'8 novembre 1911. Si dovette tra l'altro fare i conti anche un gruppo contrario alla partecipazione del club a gare di calcio, ma alla fine i membri dell'assemblea crearono ufficialmente la sezione calcistica il 24 dicembre 1911.
Il nuovo team era solito allenarsi sulla spiaggia di Russel, guadagnando gradualmente il supporto degli abitanti locali, che apprezzavano guardare gli allenamenti. La prima partita ufficiale venne giocata il 3 maggio 1912 ed è, a tutt'oggi, la vittoria più spettacolare della squadra, dato che il Flamengo batté il Mangueira 16 a 2. Il primo Fla-Flu (che sarebbe successivamente diventato uno dei più famosi derby al mondo) venne anch'esso disputato in quell'anno, il 7 luglio, e vide la vittoria del Fluminense per 3 a 2.

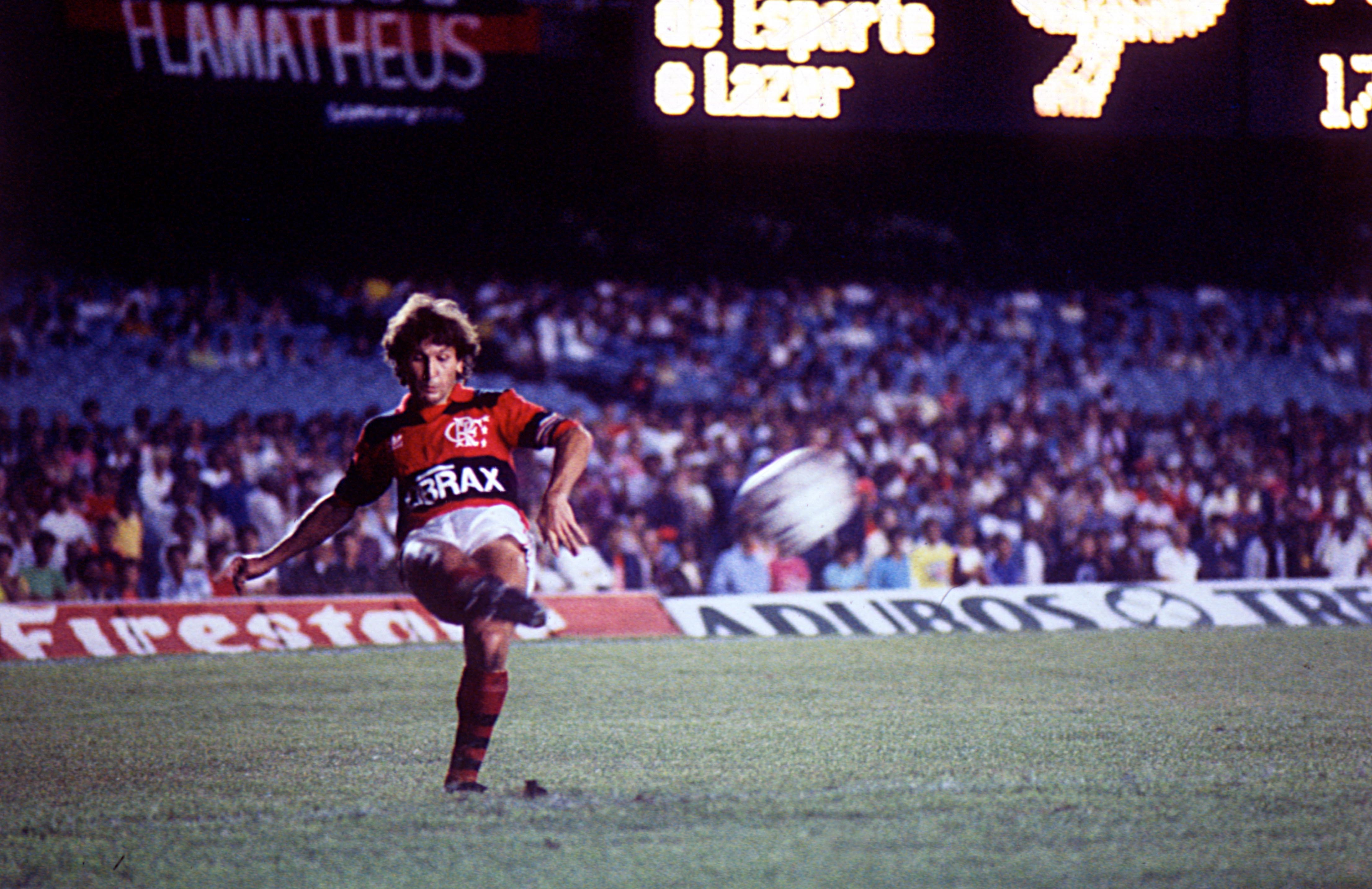
Zico ha giocato per il Flamengo dal 1971 al 1983 e dal 1985 al 1989, conseguendo con il club numerosi record.

Nel 1978, con la vittoria del Flamengo nel Campionato Carioca, prese avvio un periodo d'oro per i rossoneri. I cinque anni successivi sarebbero stati anni di gloria. Stelle come Júnior, Carpegiani, Adílio, Cláudio Adão, Tita e, soprattutto, Zico, andarono a vincere il campionato statale per tre volte di fila. La gioia e l'orgoglio per le vittorie portarono il Flamengo fino alla prima vittoria del Campionato brasiliano, nel 1980. Quindi, come campione nazionale, il club si qualificò per giocare il massimo torneo continentale, la Coppa Libertadores.
Il 1981 è un anno di svolta nella storia del Flamengo. Dopo aver battuto i cileni del Cobreloa in tre match, il team si laureò campione sudamericano. L'obiettivo successivo era chiaro: la Coppa Intercontinentale, una gara secca da giocare nello Stadio Olimpico di Tokyo, in Giappone, contro i campioni europei del Liverpool.

Júnior (a sinistra), il più presente di sempre in maglia rublo-negra, in azione nel Mundialito per club 1983.

Raul, Leandro, Marinho, Mozer, Júnior, Andrade, Adílio, Zico, Tita, Nunes e Lico formavano lo schieramento di partenza nella gara più importante di sempre del Flamengo, il 13 dicembre 1981. Due gol di Nunes, un gol di Adílio e una brillante prestazione di Zico furono più che sufficienti a fare del Flamengo la prima squadra brasiliana campione del mondo dopo il Santos del grande Pelé.
I due anni seguenti sarebbero stati anch'essi ricchi di vittorie. Un altro campionato di Rio nel 1981 e due campionati brasiliani - nel 1982 e nel 1983 - chiusero il periodo d'oro.

### Rischio di retrocessione (1995-2005)
Dopo il titolo vinto nel 1992, il club entrò in un periodo di grave crisi finanziaria e le vittorie in ambito nazionale e internazionale iniziarono a latitare. Nel 1995, anno del centenario della squadra, la radio sportiva Kléber Leite rilevò la proprietà del club e ingaggiò l'attaccante Romário, il FIFA World Player of the Year in carica, dal Barcellona. Il fuoriclasse si unì a Sávio e poi a Edmundo, per comporre "l'attacco dei sogni", come fu soprannominato dai tifosi. Malgrado i tre campioni presenti in squadra oltre ad altre stelle, l'anno del centenario si chiuse senza trofei, ad eccezione della Taça Guanabara, trofeo assegnato alla squadra vincitrice della prima fase del Campionato Carioca. Il Flamengo fu sconfitto anche nella doppia finale della Supercoppa Sudamericana 1995 (dall'Independiente). Nel 1996 il club rossonero chiuse da imbattuto il Campionato Carioca, vincendo sia la fase della Taça Guanabara sia la fase della Taça Rio, con Romário capocannoniere del torneo. Sávio fu capocannoniere e miglior giocatore della squadra nella vittoriosa campagna in Copa de Oro del 1996, primo titolo internazionale vinto dal club dopo il 1981 e terzo in assoluto.
Nel 1999 Edmundo dos Santos Silva fu eletto presidente del club e portò con sé un ricco contratto di sponsorizzazione con l'azienda di marketing sportivo ISL. Malgrado gli scarsi risultati nel campionato nazionale, il Flamengo vinse la Coppa Mercosur 1999 e continuò a mietere successi a livello regionale, vincendo tre Campionati Carioca di fila dal 1999 al 2001, impresa riuscita per la quarta volta, oltre alla Copa dos Campeões del 2001, un titolo interstatale. Nel 2001 la retrocessione in Série B fu evitata all'ultima giornata, grazie alla vittoria contro il Palmeiras. Gli anni seguenti furono segnati da piazzamenti molto deludenti nel campionato nazionale.
La ISL fallì nel 2002 per ragioni non legate al rapporto contrattuale con il Flamengo, lasciando il club privo di un ricco partner. Edmundo Santos Silva fu rimosso dal proprio ruolo, essendo rimasto al centro di uno scandalo. Privo di liquidità, il Flamengo evitò la retrocessione con fatica nel 2002, 2004 e 2005. Una delle peggiori annate del club fu proprio il 2005, quando il club rossonero fu salvato dall'arrivo del tecnico Joel Santana, che colse 6 vittorie e 3 pareggi nelle 9 partite in carica. Pur nelle difficoltà, nel 2003 e nel 2004 la squadra raggiunse la finale della Coppa del Brasile, dove fu sconfitta ambedue le volte, rispettivamente dal Cruzeiro e dal Santo André.

### Fine del digiuno (2006-2013)

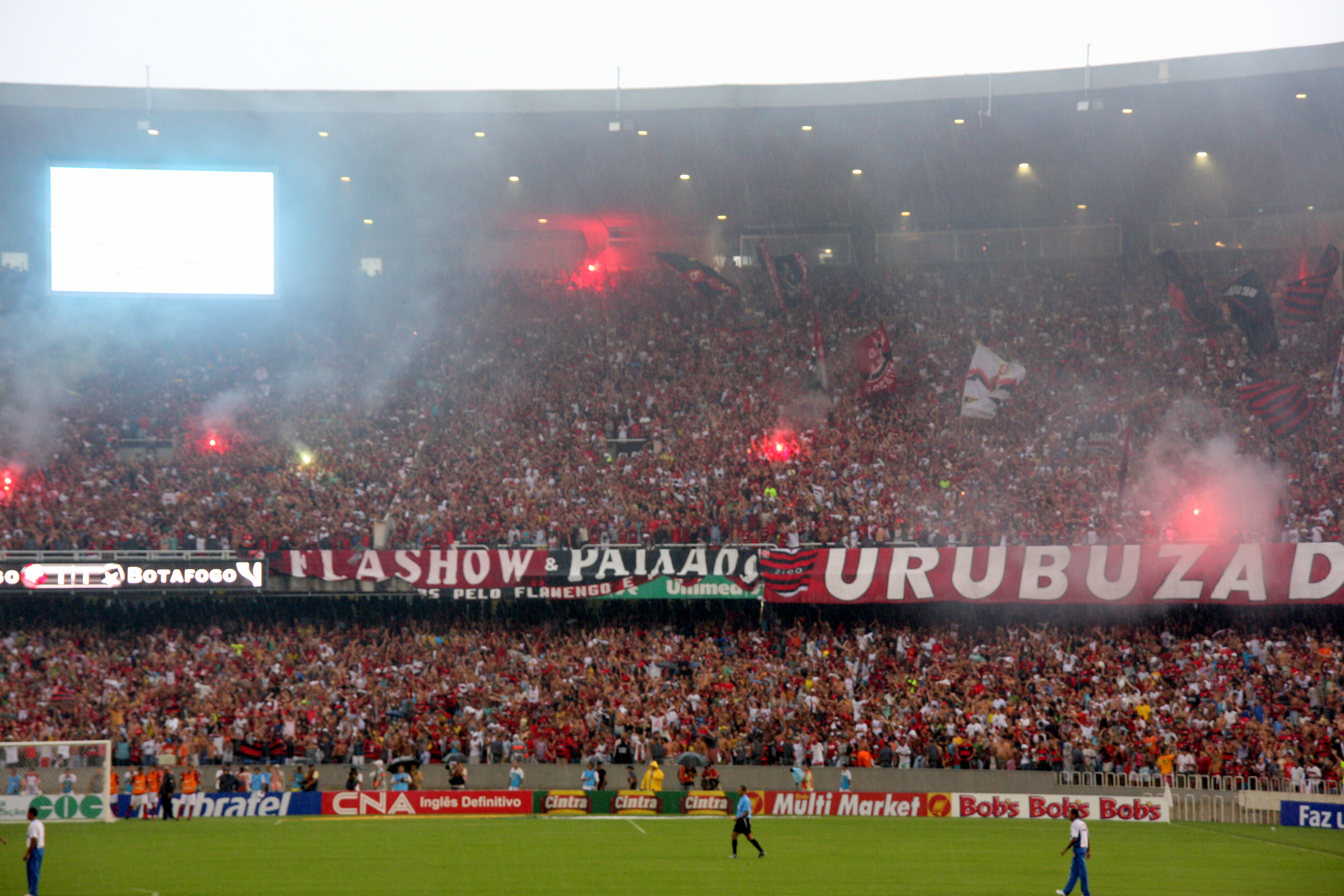
Finale della Coppa di Guanabara 2008: Flamengo – Botafogo 2-1.

Nel 2006 il Flamengo raggiunse la finale della Coppa del Brasile, per la quinta volta, vincendo la finale contro il suo rivale regionale  Vasco da Gama. Dal 2007 al 2009 trionfò anche nel Campionato Carioca, realizzando il tricampeonato, cioè tre vittorie di fila nella manifestazione, diventando la squadra più titolata nel torneo con 31 titoli e staccando così la Fluminense, con cui all'epoca era appaiata a quota 30 titoli.
Il 9 marzo 2007 il club fu omaggiato con la dedica di una data nel calendario ufficiale dello stato di Rio de Janeiro: il governatore dello stato, Sérgio Cabral Filho, dichiarò che il 17 novembre sarebbe stata la "giornata del Flamengo".
Il campionato nazionale del 2007 vide il Flamengo vincere molte partite in casa e risalire dalla zona retrocessione fino al secondo posto, prima di perdere per 1-0 contro il Náutico all'ultima giornata e chiudere al terzo posto finale. Da allora i piazzamenti migliorarono costantemente, con il quinto posto nel campionato seguente (dopo aver terminato la prima parte di stagione al decimo posto) e il primo posto nel 2009. Con questa vittoria il Flamengo ottenne il quinto titolo nazionale, a 17 anni dall'ultimo successo. Il campionato del 2009 fu chiuso dai rossoneri con 67 punti, la quota più bassa per una squadra laureatasi campione dall'entrata in vigore del nuovo formato del campionato, nel 2003. Il club si aggiudicò il campionato pur avendo trascorso solo due giornate in vetta alla classifica, grazie al successo per 2-1 in rimonta contro il Grêmio all'ultimo. Adriano fu capocannoniere della Série A con 19 gol.

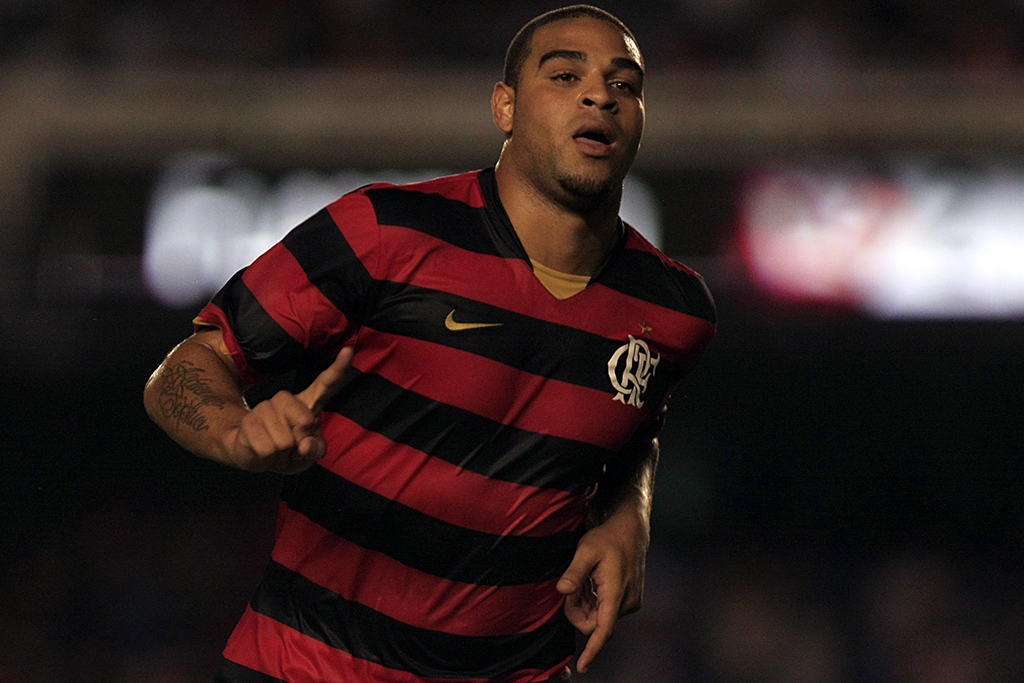
Adriano ottenne il titolo di capocannoniere della Série A con il Flamengo nel 2009, con 19 gol.

In ambito continentale la compagine rossonera continuò a faticare nei primi anni 2000. Dopo aver perso la finale della Coppa Mercosur 2001 contro il San Lorenzo ai tiri di rigore, la squadra superò i quarti di finale solo una volta nelle successive competizioni internazionali disputate. Nel 2008 fu eliminato dalla Coppa Libertadores agli ottavi di finale dai messicani dell'América.
Dal 2010 al 2015 in Série A i risultati furono negativi: solo una volta il campionato fu concluso al di sopra del decimo posto. Dopo il successo del 2009, fu ingaggiato l'attaccante Vágner Love, da affiancare ad Adriano, ma nel 2010 fallì la conquista del quarto campionato di fila (il titolo andò al Botafogo). Pur avendo superato per il rotto della cuffia il girone di Libertadores nel 2010, l'allenatore Andrade fu esonerato. Nella prima apparizione ai quarti di finale del torneo dal 1993, la squadra fu eliminata dall'Universidad de Chile; poco dopo sia Vágner Love che Adriano lasciarono il Flamengo. Una serie di avvicendamenti alla guida tecnica caratterizzò i mesi successivi, in cui il Flamengo riuscì a evitare la retrocessione e poi a ottenere un posto in Libertadores sotto la gestione di Vanderlei Luxemburgo.
L'acquisto di grido del 2011 fu quello del 31enne Ronaldinho, fuoriclasse proveniente dal Milan cui furono affiancati Darío Bottinelli e Thiago Neves. Il Flamengo vinse il Campeonato Carioca senza subire sconfitte, ma, nonostante le alte aspettative, fu eliminato nella Coppa Sudamericana 2011 dall'Universidad de Chile e non andò oltre il quarto posto nel campionato nazionale. L'annata si chiuse con il ritiro dall'attività agonistica del serbo Dejan Petković, bandiera del club.

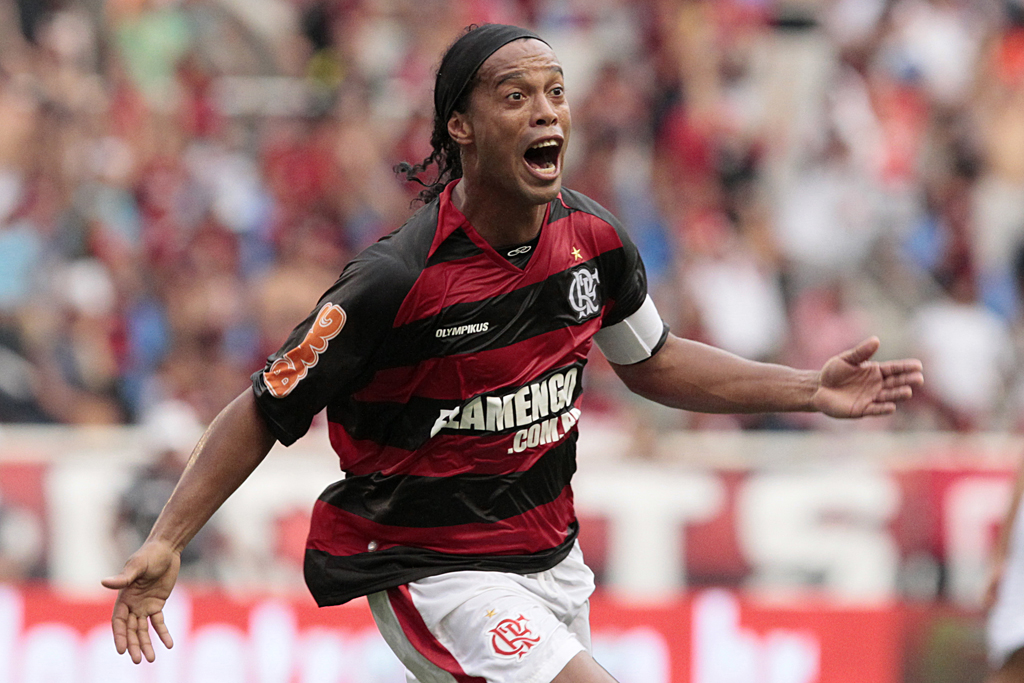
Ronaldinho celebra un gol con il Flamengo nel 2011.

Nel 2012 Ronaldinho fece causa al Flamengo reclamando pagamenti insoluti per quattro mesi e rescisse il proprio contratto con il club. Thiago Neves tornò alla Fluminense dopo una negoziazione con l'Al-Hilal, titolare del suo cartellino, non andata a buon fine, mentre il difensore Alex Silva fu ceduto in prestito al Cruzeiro dopo aver minacciato il Flamengo di azioni legali. Per la stagione 2012 tornarono in organico Vágner Love e Ibson, ma ancora una volta non fu vinto alcun trofeo e l'eliminazione dalla Coppa Libertadores 2012 fu prematura.
Alla fine del 2012, Eduardo Bandeira de Mello fu eletto presidente del club per i successivi tre anni con l'obiettivo di risanare la complicata situazione debitoria del club, insolvente per 750 milioni di real. Dopo una serie di cambi di allenatore, il tecnico Jayme de Almeida, nominato ad interim, evitò la retrocessione e vinse la Coppa del Brasile del 2013 battendo in finale l'Athl. Paranaense (terzo successo per i rossoneri dopo quelli del 1990 e del 2006).

### Ritorno graduale ai vertici (2014-oggi)

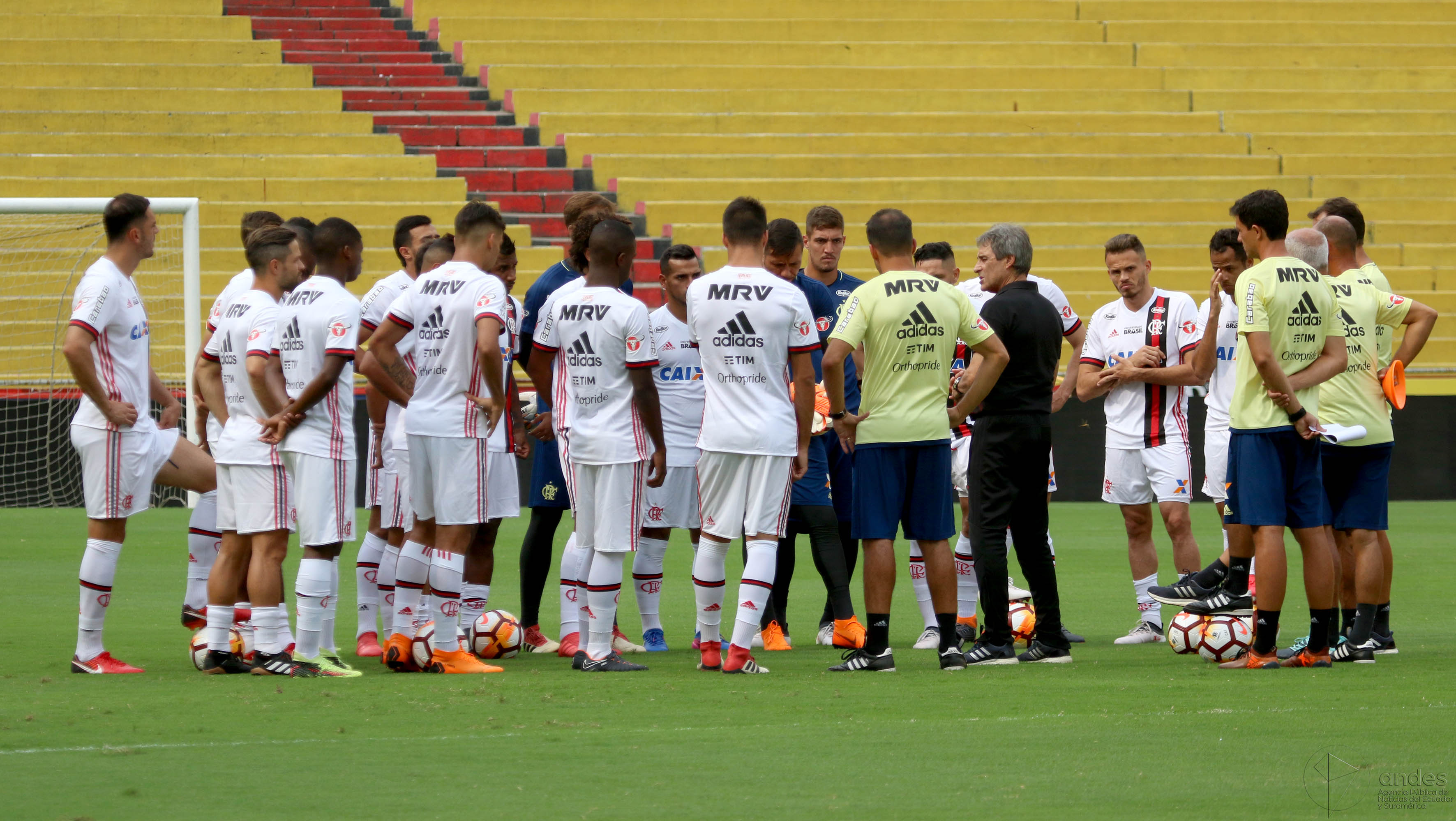
I calciatori rublo-negro in allenamento nel 2018.

La difesa della Coppa del Brasile vinta nel 2013 fallì contro l'Atlético Mineiro in semifinale, ma nel 2014 il Flamengo rimase l'unico club brasiliano capace di ridurre il proprio debito nel corso dell'anno (fino a 600 milioni di real) e fu la società che registrò il maggiore profitto annuo. Nel 2015, dopo un inizio altalenante nel Campionato Carioca e nel campionato nazionale, si successero sulla panchina del club vari allenatori, con la squadra che non fu in grado di qualificarsi per la Coppa Libertadores, chiudendo al terzo posto. Malgrado l'organico annoverasse nuovi acquisti di spicco come Paolo Guerrero ed Ederson, il debito della società era stato ridotto a 495 milioni di real, risultato che consentì al presidente Bandeira di essere rieletto. A metà della stagione 2016 il club ingaggiò Diego, ma non riuscì ad andare oltre il quarto posto finale.
Nel Campionato Carioca 2017 la squadra chiuse da imbattuta, mentre fu eliminata dalla Coppa Libertadores già dopo la fase a gironi, dove non ottenne nessuna vittoria fuori casa, ma con il terzo posto nel raggruppamento ebbe accesso alla Coppa Sudamericana. Arrivò inoltre in finale di coppa nazionale, dove fu sconfitta ai tiri di rigore dal Cruzeiro. Tre mesi dopo, raggiunse per la prima volta la finale di Coppa Sudamericana, in cui perse contro l'Independiente in trasferta e pareggiò in casa, vedendo sfumare il trofeo. A causa degli incidenti provocati dai sostenitori del Flamengo nei pressi dell'hotel dove alloggiavano i giocatori dell'Independiente, il Flamengo fu poi punito con due match a porte chiuse nella successiva edizione della Coppa Libertadores.

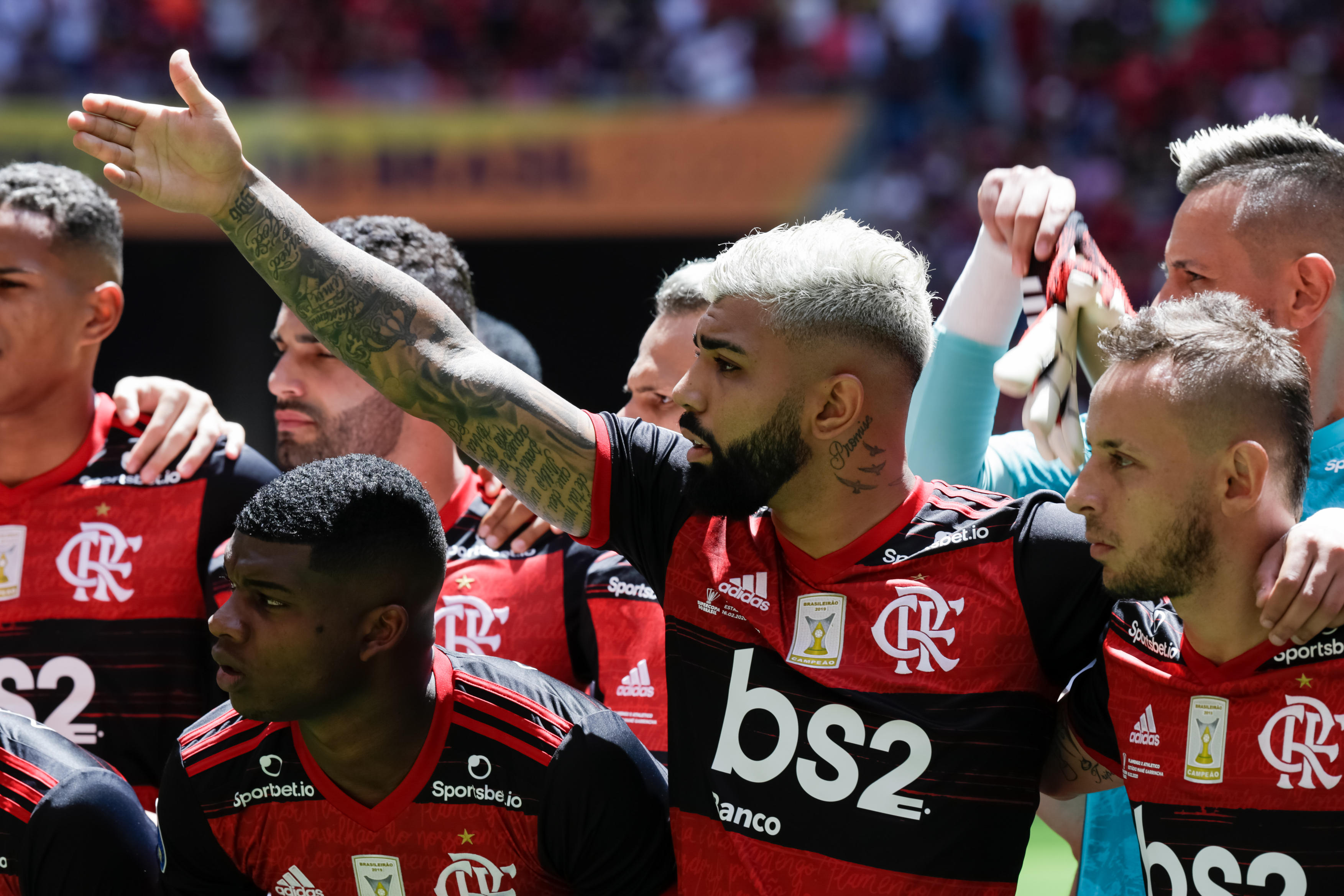
Gabigol e i compagni di squadra in occasione della vittoriosa Supercoppa del Brasile 2020.

Nove anni dopo l'ultima vittoria del campionato nazionale, il club rossonero andò molto vicino alla vittoria finale, trascorrendo la maggior parte della stagione 2018 in testa alla classifica (13 giornate) e battendo il record di punti del club stabilito nel 2016, ma alla fine terminò al secondo posto dietro il Palmeiras. Quell'anno la società concluse i due affari in uscita più costosi della propria storia, cedendo in Europa due prodotti del proprio vivaio, il 18enne Vinícius Júnior al Real Madrid a luglio per 46 milioni di euro e il 20enne Lucas Paquetá al Milan per 35 milioni di euro a dicembre. Alla fine del 2018 Rodolfo Landim fu eletto presidente per un triennio. Il Flamengo ingaggiò Giorgian De Arrascaeta dal Cruzeiro per 63 milioni di real (14,5 milioni di euro), record per il calcio brasiliano, e Gabigol in prestito dall'Inter.
A causa di un incendio scoppiato l'8 febbraio 2019 nel centro di allenamento del club per via di un malfunzionamento del sistema di aria condizionata, dieci giocatori delle giovanili rimasero uccisi e tre feriti.
Nel novembre 2019, battendo in finale il River Plate allo stadio Monumental "U" di Lima, la squadra si aggiudicò per la seconda volta la Coppa Libertadores, a trentotto anni dal primo successo ottenuto nella competizione. Decisivo fu Gabigol, che con una doppietta siglata nei minuti conclusivi dell'incontro ribaltò il punteggio, fissandolo sul 2-1. Meno di ventiquattro ore dopo il successo in Libertadores, il Flamengo si aggiudicò anche il campionato per la prima volta dopo dieci anni, con quattro giornate di anticipo, beneficiando della sconfitta del Palmeiras. Non riuscì, poi, la conquista della Coppa del mondo per club nel dicembre 2019. Nella riedizione della sfida di 38 anni prima, vinta contro il Liverpool, a prevalere furono gli inglesi, che si imposero per 1-0 nella finale di Doha contro i brasiliani dopo i tempi supplementari. 
Nel febbraio 2020 il club mise in bacheca la Recopa Sudamericana battendo per 3-0 in casa gli ecuadoriani dell'Independiente del Valle dopo il 2-2 dell'andata in trasferta. 
Nel novembre 2021 il club sfiorò un nuovo successo in Coppa Libertadores, a due anni di distanza dall'ultima affermazione, venendo sconfitto in finale dai connazionali e campioni uscenti del Palmeiras. Nell'ottobre 2022 il Flamengo rivinse la Coppa Libertadores, battendo nella finale l'Athletico Paranaense per 1-0 con una rete di Gabigol. La stagione fu dominata dal club rubro-negro, protagonista di un torneo con numeri da record, essendosi laureato campione continentale da imbattuto con 12 vittorie e un solo pareggio, 33 gol segnati e 8 subiti.

## Rivalità
I più grandi rivali del Flamengo sono le altre tre grandi squadre di Rio de Janeiro: il Fluminense, il Botafogo e il Vasco da Gama. L'intensità delle rivalità a Rio è cambiata nel corso degli anni. A partire dai primi del novecento e ancora oggi, il derby più sentito era e resta quello contro il Fluminense, spesso abbreviato come Fla-Flu; negli anni sessanta e per buona parte degli anni settanta, invece, i tifosi del Flamengo consideravano il Botafogo come la prima squadra nemica. Al giorno d'oggi, la rivalità più forte del Flamengo è considerata quella con il Vasco da Gama.

## Palmarès

### Competizioni nazionali
- Campionato brasiliano: 7

1980, 1982, 1983, 1992, 2009, 2019, 2020
- Coppa del Brasile: 5

1990, 2006, 2013, 2022, 2024
- Coppa dei Campioni brasiliana: 1 (record condiviso con Palmeiras e Paysandu)

2001
- Supercoppa del Brasile: 3  (record)

2020, 2021, 2025
- Coppa dell'Unione: 1

1987

### Competizioni internazionali
- Coppa Libertadores: 3  (record brasiliano condiviso con San Paolo, Santos, Grêmio e Palmeiras)

1981, 2019, 2022
- Coppa Intercontinentale: 1

1981
- Coppa Mercosur: 1  (record condiviso con Palmeiras, San Lorenzo e Vasco da Gama)

1999
- Copa de Oro: 1  (record condiviso con Cruzeiro e Boca Juniors)

1996
- Recopa Sudamericana: 1

2020

### Competizioni interstatali
- Torneo di Rio-San Paolo: 1

1961

### Competizioni statali
- Campionato Carioca: 39  (record)

1914, 1915 (imbattuto), 1920 (imbattuto), 1921, 1925, 1927, 1939, 1942, 1943, 1944, 1953, 1954, 1955, 1963, 1965, 1972, 1974, 1978, 1979 (imbattuto), 1979 (extra), 1981, 1986, 1991, 1996 (imbattuto), 1999, 2000, 2001, 2004, 2007, 2008, 2009, 2011 (imbattuto), 2014, 2017, 2019, 2020, 2021, 2024, 2025
- Taça Guanabara: 25 (record)

1970, 1972, 1973 (imbattuto), 1978, 1979, 1980 (imbattuto), 1981, 1982, 1984, 1988, 1989 (imbattuto), 1995, 1996 (imbattuto), 1999 (imbattuto), 2001, 2004, 2007, 2008, 2011 (imbattuto), 2014, 2018, 2019, 2020, 2021, 2024, 2025
- Taça Rio: 9

1983, 1985, 1986, 1991, 1996 (imbattuto), 2000, 2009, 2011 (imbattuto), 2019
- Torneo Início: 6

1920, 1922, 1946, 1951, 1952, 1959
- Copa Rio: 1

1991

### Competizioni giovanili
- Coppa Libertadores Under-20: 2

2024, 2025
- Coppa Intercontinentale Under-20: 1

2024

## Rosa attuale
Aggiornato al 3 agosto 2025
| N. |                      | Ruolo | Calciatore             |
| -- | -------------------- | ----- | ---------------------- |
| 1  | Argentina (bandiera) | P     | Agustín Rossi          |
| 2  | Uruguay (bandiera)   | D     | Guillermo Varela       |
| 3  | Brasile (bandiera)   | D     | Léo Ortiz              |
| 4  | Brasile (bandiera)   | D     | Léo Pereira            |
| 5  | Cile (bandiera)      | C     | Erick Pulgar           |
| 6  | Brasile (bandiera)   | D     | Ayrton Lucas           |
| 7  | Brasile (bandiera)   | C     | Luiz Araújo            |
| 8  | Spagna (bandiera)    | C     | Saúl Ñíguez            |
| 9  | Brasile (bandiera)   | A     | Pedro                  |
| 10 | Uruguay (bandiera)   | C     | Giorgian De Arrascaeta |
| 11 | Brasile (bandiera)   | A     | Everton                |
| 13 | Brasile (bandiera)   | D     | Danilo                 |
| 16 | Brasile (bandiera)   | A     | Samuel Lino            |
| 17 | Uruguay (bandiera)   | D     | Matías Viña            |
| 18 | Uruguay (bandiera)   | D     | Nicolás De La Cruz     |
| 19 | Brasile (bandiera)   | C     | Lorran                 |
| 20 | Brasile (bandiera)   | C     | Matheus Gonçalves      |

| N. |                     | Ruolo | Calciatore      |
| -- | ------------------- | ----- | --------------- |
| 21 | Brasile (bandiera)  | D     | Pablo           |
| 22 | Brasile (bandiera)  | D     | Emerson Royal   |
| 23 | Brasile (bandiera)  | A     | Juninho         |
| 25 | Brasile (bandiera)  | P     | Cunha           |
| 26 | Brasile (bandiera)  | D     | Alex Sandro     |
| 27 | Brasile (bandiera)  | A     | Bruno Henrique  |
| 28 | Brasile (bandiera)  | D     | Victor Hugo     |
| 29 | Brasile (bandiera)  | C     | Allan           |
| 30 | Brasile (bandiera)  | D     | Michael         |
| 33 | Brasile (bandiera)  | D     | Cleiton         |
| 49 | Brasile (bandiera)  | P     | Dyogo Alves     |
| 50 | Ecuador (bandiera)  | C     | Gonzalo Plata   |
| 52 | Brasile (bandiera)  | C     | Evertton Araújo |
| 55 | Brasile (bandiera)  | C     | Caio Garcia     |
| 64 | Brasile (bandiera)  | A     | Wallace Yan     |
|    | Italia (bandiera)   | C     | Jorginho        |
|    | Colombia (bandiera) | C     | Jorge Carrascal |

## Giocatori

### Vincitori di titoli
Campioni del mondo
- Zagallo (Svezia 1958)
- Moacir (Svezia 1958)
- Joel (Svezia 1958)
- Dida (Svezia 1958)
- Brito (Messico 1970)
- Gilmar (Stati Uniti 1994)
- Juninho Paulista (Corea del Sud-Giappone 2002)

## Presidenti
- 1895-1897 Domingos Marques
- 1898 Augusto Lopes Silveira
- 1899 Júlio Gonçalves Furtado
- 1900 Antonio Ferreira Vianna
- 1900 Jacintho Pinto Júnior
- 1901 Fidelcino da Silva Leitão
- 1902 Virgílio Leite de Oliveira
- 1903 Arthur John Gibbons
- 1904 Mario Espínola
- 1905 José Agostinho Pereira
- 1905 Manuel Alves de Cruz
- 1906 Francis Hamilton Wálter
- 1907-1911 Virgílio Leite de Oliveira
- 1912 Edmundo de Azurém
- 1913 Virgílio Leite de Oliveira
- 1913 José Pimenta de Melo
- 1914 Edmundo de Azurém
- 1915 Virgílio Leite de Oliveira
- 1915 Edmundo de Azurém
- 1916 Raul Ferreira Serpa
- 1917 Carlos Leclerc
- 1918-1920 Alberto Burle Figueiredo
- 1921 Faustino Esposel
- 1922 Alberto Burle Figueiredo
- 1923-1924 Júlio Benedito Otoni

- 1924-1927 Faustino Esposel
- 1927 Alberto Borghert
- 1927 Nillor Rollin Pinheiro
- 1928-1929 Osvaldo dos Santos
- 1929 Carlos Eduardo Façanha
- 1930 Alfredo Dolabella Portela
- 1930 Manuel de Almeida
- 1931 Carlos Eduardo Façanha
- 1931 Rubens de Campos
- 1931 José de Oliveira Santos
- 1932 Arthur Lobo da Silva
- 1933 José de Oliveira Santos
- 1933 Pascoal Segreto Sobrinho
- 1933-1938 José Bastos Padilha
- 1938 Raul Dias Gonçalves
- 1939-1942 Gustavo Adolfo de Carvalho
- 1943-1944 Dario de Melo Pinto
- 1945-1946 Marino Machado
- 1946 Hilton Gonçalves
- 1947-1948 Orsini de Araujo Coriolano
- 1949-1950 Dario de Mello Pinto
- 1951-1955 Gilberto Ferreira Cardoso
- 1955 Antenor Coelho
- 1956-1957 José Alves Morais

- 1958-1959 Hilton Gonçalves
- 1960 George da Silva
- 1961 Oswaldo Gudolle Aranha
- 1962-1965 Fadel Fadel
- 1966-1968 Luiz Roberto Veiga
- 1969-1970 André Gustavo Richer
- 1971 Luiz Roberto Veiga
- 1972-1973 André Gustavo Richer
- 1974-1976 Hélio Rodrigues
- 1977-1980 Márcio Braga
- 1981-1983 Antônio Dunshee
- 1983 Eduardo de M. Motta
- 1984-1986 George Helal
- 1987-1988 Márcio Braga
- 1989-1990 Gilberto Cardoso Filho
- 1991-1992 Márcio Braga
- 1993-1994 Luiz Augusto Veloso
- 1995-1998 Kléber Leite
- 1999-2002 Edmundo dos Santos Silva
- 2002 Gilberto Cardoso Filho
- 2002-2003 Helio Paulo Ferraz
- 2004-2009 Márcio Braga
- 2010-2013 Patrícia Amorim
- 2014-2018 Eduardo Bandeira de Mello
- 2018- Rodolfo Landim

## Statistiche e record

### Piazzamenti in campionato
| Anno | Posizione | Anno | Posizione | Anno | Posizione | Anno | Posizione | Anno | Posizione | Anno | Posizione |
| ---- | --------- | ---- | --------- | ---- | --------- | ---- | --------- | ---- | --------- | ---- | --------- |
| 1971 | 14°       | 1981 | 6°        | 1991 | 9°        | 2001 | 24°       | 2011 | 4°        | 2021 | 2º        |
| 1972 | 12°       | 1982 | 1º        | 1992 | 1º        | 2002 | 18°       | 2012 | 11°       | 2022 | in corso  |
| 1973 | 24°       | 1983 | 1º        | 1993 | 7°        | 2003 | 8°        | 2013 | 16°       |      |           |
| 1974 | 6°        | 1984 | 5°        | 1994 | 17°       | 2004 | 17°       | 2014 | 10°       |      |           |
| 1975 | 8°        | 1985 | 9°        | 1995 | 21°       | 2005 | 15°       | 2015 | 12°       |      |           |
| 1976 | 5°        | 1986 | 11°       | 1996 | 13°       | 2006 | 11°       | 2016 | 3°        |      |           |
| 1977 | 9°        | 1987 | 3º        | 1997 | 5°        | 2007 | 3°        | 2017 | 6º        |      |           |
| 1978 | 16°       | 1988 | 6°        | 1998 | 11°       | 2008 | 5°        | 2018 | 2º        |      |           |
| 1979 | 9°        | 1989 | 9°        | 1999 | 12°       | 2009 | 1º        | 2019 | 1º        |      |           |
| 1980 | 1º        | 1990 | 11°       | 2000 | 15°       | 2010 | 14º       | 2020 | 1º        |      |           |

1° (1971 – 2025)

### Piazzamenti in Coppa del Brasile
| Anno | Turno        | Anno | Turno        | Anno | Turno            |
| ---- | ------------ | ---- | ------------ | ---- | ---------------- |
| 1989 | semifinali   | 2000 | quarti di f. | 2010 | -                |
| 1990 | vincitore    | 2001 | quarti di f. | 2011 | quarti di f.     |
| 1991 | -            | 2002 | -            | 2012 | -                |
| 1992 | -            | 2003 | finalista    | 2013 | vincitore        |
| 1993 | semifinali   | 2004 | finalista    | 2014 | semifinali       |
| 1994 | -            | 2005 | ottavi di f. | 2015 | ottavi di f.     |
| 1995 | semifinali   | 2006 | vincitore    | 2016 | secondo turno    |
| 1996 | semifinali   | 2007 | -            | 2017 | Finalista        |
| 1997 | finalista    | 2008 | -            | 2018 | Semifinalista    |
| 1998 | ottavi di f. | 2009 | quarti di f. | 2019 | Quarti di finale |
| 1999 | quarti di f. | 2009 | quarti di f. | 2020 | Quarti di finale |

### Gare giocate
| Gare giocate |     |
| ------------ | --- |
| 1. Júnior    | 857 |
| 2. Zico      | 731 |
| 3. Adílio    | 611 |
| 4. Jordan    | 589 |
| 5. Andrade   | 569 |

Fonte: Sito ufficiale del Flamengo

### Reti segnate
| Reti segnate |     |
| ------------ | --- |
| 1. Zico      | 508 |
| 2. Dida      | 244 |
| 3. Henrique  | 214 |
| 4. Romário   | 204 |
| 5. Pirilo    | 201 |

Fonte: Sito ufficiale del Flamengo

## Altre sezioni

### Canottaggio

#### Palmarès

##### Internazionale
- Taça Sul-América: 1

1905

##### Nazionale
- Troféu Brasil: 10

1978, 1980, 1982, 1983, 1985, 1989, 1991, 1995, 1996, 1997

##### Statale
- Campionato carioca: 31

1914, 1915, 1920, 1921, 1925, 1927, 1929, 1942, 1943, 1944, 1953, 1954, 1955, 1963, 1965, 1972, 1974, 1978, 1979, 1979(speciale), 1981, 1986, 1991, 1996, 1999, 2000, 2001, 2004, 2007, 2008, 2009

#### Allenatori celebri
- Buck

### Nuoto
La sezione di nuoto del Flamengo è riuscita a realizzare il difficilmente eguagliabile di record di 20 titoli carioca consecutivi tra il 1979 e il 1998. Nello stesso periodo ha vinto 8 titoli brasiliani consecutivi (dal 1980 al 1987).

#### Palmarès

##### Nazionale
- Campionato brasiliano: 12

1968, 1980, 1981, 1982, 1983, 1984, 1985, 1986, 1987, 1989, 1991, 2002
- Trofeo José Finkel: 12

1977, 1980, 1981, 1982, 1983, 1984, 1985, 1986, 1987, 1990, 2001, 2002

##### Statale
- Campionato carioca: 35

1914, 1915, 1920, 1921, 1925, 1927, 1939, 1942, 1943, 1944, 1953, 1954, 1955, 1963, 1965, 1972, 1974, 1978, 1979, 1979, 1981, 1986, 1991, 1996, 1999, 2000, 2001, 2004, 2007, 2008, 2009, 2011, 2014, 2017, 2019

#### Nuotatori celebri
- Armando Coelho de Freitas
- Arnaldo César Coelho
- Eliete Motta
- Fernando Scherer
- Maria Lenk
- Patricia Amorim
- Ricardo Prado (Campione del mondo, Ecuador 1982 e medaglia d'argento a Los Angeles 1984 nei 400 m misti)
- Rômulo Arantes
- Rômulo Arantes Filho
- Ronaldo Nazario
- Jorge Laffond

### Ginnastica artistica

#### Ginnasti celebri
- Daniele Hypólito
- Diego Hypólito
- Jade Barbosa
- Luiza Parente
- Luzia Lopes Pessoa
- Marco Monteiro
- Victor Rosa

### Atletica leggera

#### Atleti celebri
- Erica Lopes Gazela Negra
- José da Conceição (Medaglia d'argento nel salto in alto, Helsinki 1952)
- Ulisses Malagutti

### Altri sport
Il club è attivo anche in altre discipline olimpioniche, come il Judo e la pallanuoto.